# Assinia pumilio
Assinia pumilio là một loài bọ cánh cứng trong họ Cerambycidae.